# Дачненська сільська рада (Мар'їнський район)
| Дачненська сільська рада — колишній орган місцевого самоврядування у Мар'їнському районі Донецької області з адміністративним центром у с. Дачне. Сільській раді були підпорядковані населені пункти: - с. Дачне - с. Гігант - с. Дальнє - с. Зеленівка - с. Костянтинопольське - с. Сухі Яли - с. Янтарне |

## Склад ради
Рада складалася з 20 депутатів та голови.

## Керівний склад сільської ради
| ПІБ                        | Основні відомості                                                         | Дата обрання | Дата звільнення |
| -------------------------- | ------------------------------------------------------------------------- | ------------ | --------------- |
| Столєтов Сергій Григорович | Сільський голова, 1957 року народження, освіта, член Партії регіонів      | 26.03.2006   | 31.10.2010      |
| Столєтов Сергій Григорович | Сільський голова, 1957 року народження, освіта вища, член Партії регіонів | 31.10.2010   |                 |

Примітка: таблиця складена за даними джерела